# St. Martin (Gamburg)

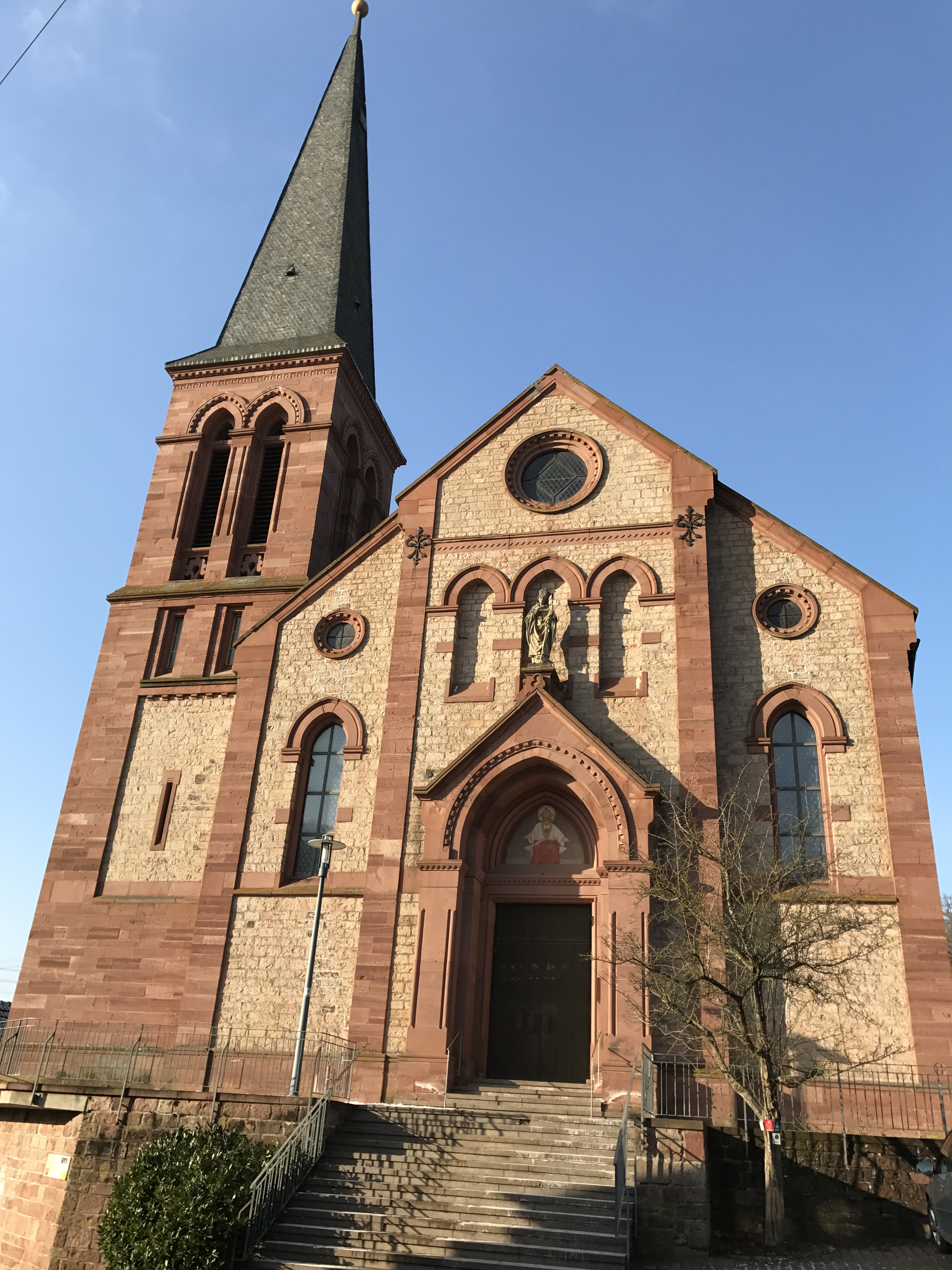
Die Pfarrkirche St. Martin in Gamburg

Die römisch-katholische Kirche St. Martin in Gamburg wurde von 1895 bis 1898 im neugotischen Stil errichtet.

## Geschichte
Eine Pfarrkirche in Gamburg wurde 1404 erstmals erwähnt. Dieses Kirchengebäude und ein Nachfolgebau standen auf dem jetzigen Schulplatz vor dem Rathaus. Die heutige Pfarrkirche wurde 1895–1898 von Pfarrer Krug und dem damaligen Bauleiter Maier auf einem dafür gekauften Hofgrundstück erbaut. Der Bau und die Ausstattung wurde im neugotischen Stil gehalten. Es handelt sich um eine flachgedeckte Saalkirche mit eingezogenem, polygonal geschlossenem und gewölbten Chor. Für die Ausstattung war der Bildhauer Thomas Buscher verantwortlich. Es war seine Erstarbeit, in der er einen Hochaltar, zwei Seitenaltäre, die Kommunionbank, die Kanzel, zwei Beichtstühle und einige weitere Figuren schuf. Die letzte Renovierung der Kirche wurde 1996 durchgeführt.
Seit einer Dekanatsreform zum 1. Januar 2008 gehört die Martinskirche zur Seelsorgeeinheit Großrinderfeld-Werbach des Dekanats Tauberbischofsheim im Erzbistum Freiburg.

## Kirchenbau und Ausstattung

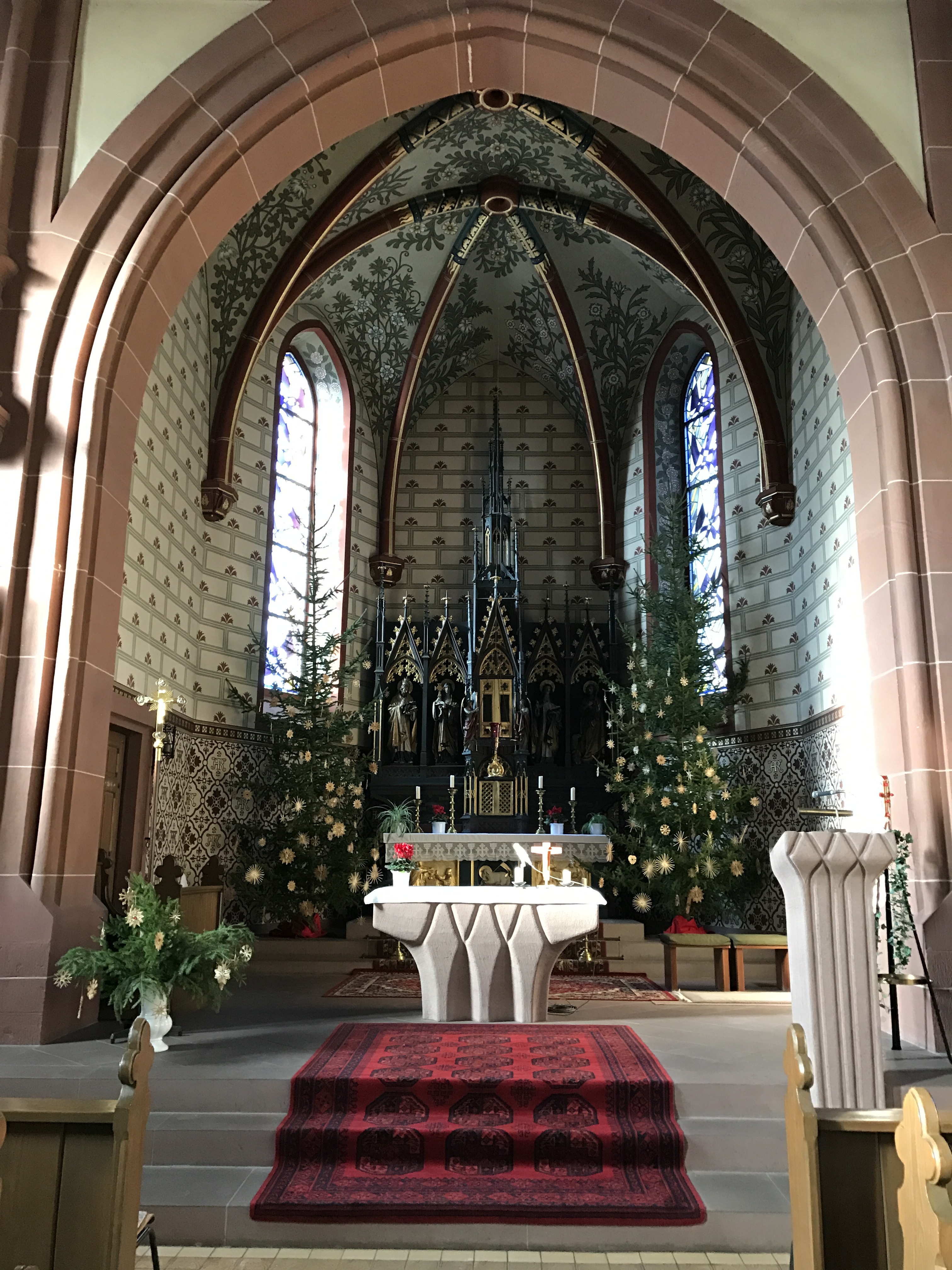
Hochaltar

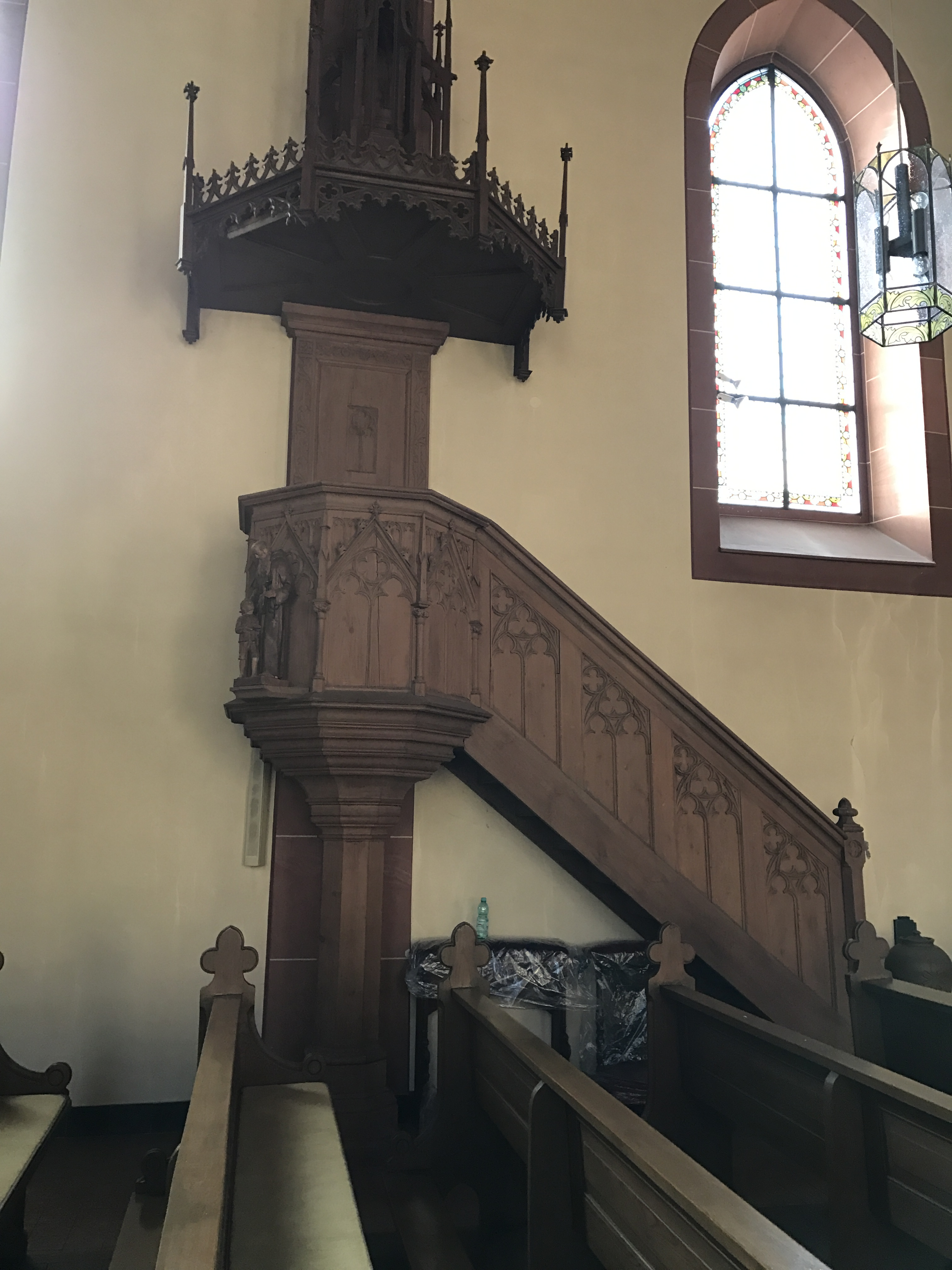
Kanzel

### Innenausstattung
Die Ausstattung stammt größtenteils von dem ortsansässigen Bildhauer Thomas Buscher.
Auf dem Hochaltar sind Statuen von Thomas Buscher zu sehen. Sie stellen die Heiligen Urban und Wendelinus, die hl. Gertrud und die hl. Theresia dar.
Der Muttergottesaltar wurde von Thomas Buscher errichtet. Er enthält eine spätgotische Madonnenstatue um 1490 aus der Riemenschneider-Werkstatt.
Die Kanzel ist ebenfalls ein Werk Buschers.

### Denkmalschutz
Die Kirche befindet sich in der Kirchstraße 11 und steht unter Denkmalschutz. Es handelt sich um einen neugotischen Saalbau mit seitlichem Turm; 1895 bezeichnet.